# Cerro de San Antonio
Cerro San Antonio é um município da Colômbia, localizado no departamento de Magdalena.